# 福尔日
福尔日（法語：Forges，法語：[fɔʁʒ] ⓘ）是法国滨海夏朗德省的一个市镇，位于该省北部，属于罗什福尔区。

## 地理
福尔日（46°6'17"N, 0°53'44"W）面积13.58 平方千米，位于法国新阿基坦大区滨海夏朗德省，该省份为法国西部滨海省份，北起旺代省，西临大西洋，南至吉倫特省，东南接多爾多涅省，东北接德塞夫勒省接壤，东临夏朗德省。
与福尔日接壤的市镇（或旧市镇、城区）包括：艾格尔弗耶多尼、尚邦、朗德赖、勒图、维尔松。
福尔日的时区为UTC+01:00、UTC+02:00（夏令时）。

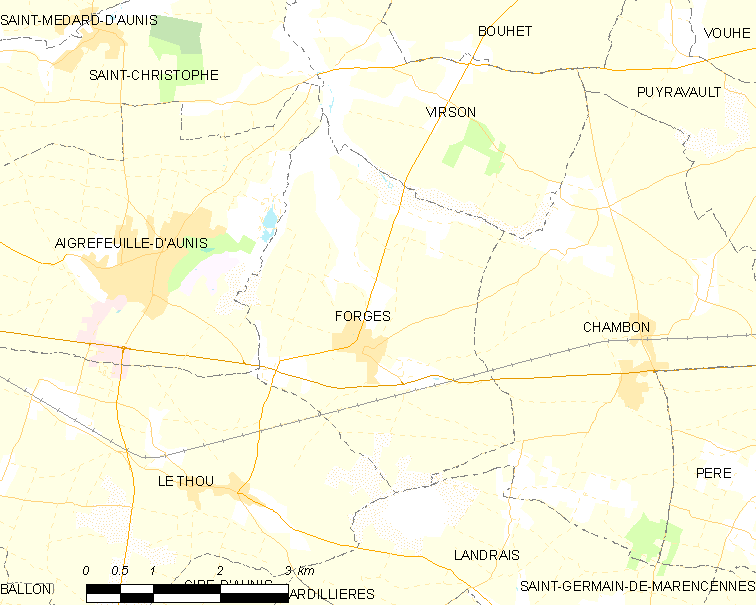
福尔日的OSM定位图

## 行政
福尔日的邮政编码为17290，INSEE市镇编码为17166。

## 政治
福尔日所属的省级选区为叙热尔县。

## 人口

1962-2008年间福尔日人口变化图示

福尔日于2022年1月1日时的人口数量为1323人。